# 针灸铜人
經絡銅人又叫針灸銅人，是一種刻有穴位名稱的人體銅像，有男女形體之分，是形象直觀的針灸穴位模型。针灸铜人的四肢及胸腔躯壳均呈可拆卸的状态，经脉刻画走势清晰，并准确标识有具体的穴位名称（354个），胸腔内部装有五脏六腑模型。可在体内注水后，封蜡于外，学生考试之时，用针刺穴，水出，方算合格。

## 歷史沿革
针灸始于春秋战国时期，宋代以前，对针灸的经络腧穴只有以文字叙述或图形表示，而且错讹较多。在绵阳双包山汉墓中发掘出土了漆器针灸人，此类漆器针灸人亦在成都老官山汉墓中出土过。至北宋天圣年间，中国出现了第一座针灸铜人。铜人是古人智慧的结晶，为历代医家所重视。各代官方或私人均对铜人进行重铸或整修，从而使铜人流传至今，成为现代针灸教学模型的先驱。

### 宋朝～元朝

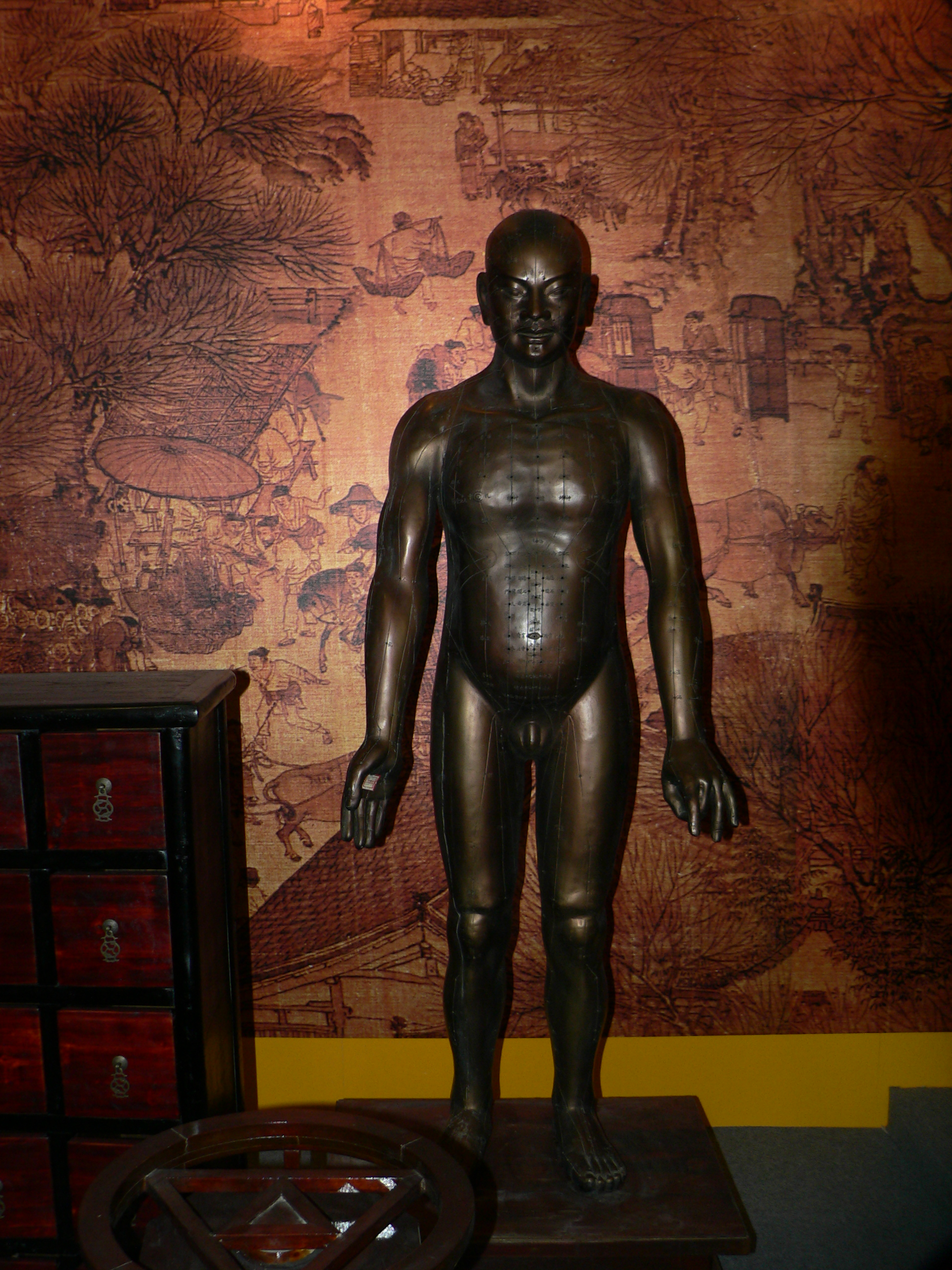
仿製天圣铜人

北宋天圣年间，殿中省尚药奉御王惟一奉敕编撰《新铸铜人腧穴针灸图经》。后因宋仁宗(刘后)“以古经训诂至精，学者封执多失，传心岂如会目，著辞不若案形”，故“复令创铸铜人为式”。王惟一所铸造的铜人，“内分脏腑，旁注溪谷，井荥所会，孔穴所安，窍而达中，刻题于侧”，可“使观者烂然而有第，疑者涣然而冰释”。(北宋·夏竦《新铸铜人腧穴针灸图经·序》)
王惟一所铸造的铜人，是已知中国最早的针灸模型，宋以后各代均将其视为国宝，因於天圣年间製成，因此称为“天圣铜人”。据《续资治通鉴长编》，“天圣五年冬十月壬辰，医官院上所铸腧穴铜人二：一置医官院，一置相国寺”，可知王惟一铸有两具铜人，一具放在翰林医官院，一具放在大相国寺。
在此之后，一座铜人流入襄阳，为章叔恭所见。“……(章叔恭)在襄州，尝试针铜人，全象以精铜为之，脏腑无一不备，其外俞穴，则错金而书穴名于旁，背面二器相合，则浑然全身。盖旧部以此试医者，其穴则涂黄腊。中实以汞，俾医工以分析寸，按穴试针，中穴则针入而汞出。稍差则针不入矣。” 此座铜人后下落不明。另一具铜人因靖康之乱，自汴被掳至金城，后又为元所掠。
元世祖中统间(1260~1263)，此具铜人由尼泊尔工匠阿尼哥整修翻新，元至元二年(1265)像成，周身腧穴脉络悉具，注以水，关窍毕达。

### 明朝
明正统八年，明英宗因天圣铜人年代久远，“错暗而难辨”，命令重新制模，仿前重作，製造出“明正统仿宋天圣针灸铜人”（明正统铜人），這尊銅人是现存最古老的针灸铜人。但明正统铜人重製完成后，天圣铜人卻下落不明。
根據《太医院针灸铜像沿革考略》記載“自明末流寇之乱，京师官署，悉遭寇扰，太医院之铜人像亦被毁伤头部。顺治中修复之。”明朝末年李自成起义後，京師遭到洗劫，存放在太医院中的明正统铜人的头部因為被損傷，但並未被毀，一直到清朝顺治年间才重新修復。
清末御医任锡庚於《太医院志》中記載“光绪二十六年联军入北京，为俄军所有。先医庙之铸铜三皇像亦为俄军所得”“铜人则据为奇物，不肯交矣。经陈守忠恳准太医院堂官奏给俄武官二等第三宝星以酬之。嗣改建新署，随式工复置铜人，由堂派医士苏秉钧、候补吏目张庆云为监造。”八國聯軍時，明正统铜人遭到俄軍劫去，後輾轉流傳回俄國，現存於聖彼德堡艾米塔吉博物館。
另有明代医家高武，号梅孤子，四明人。据《鄞县志》记载，高武擅天文、律吕、兵法、骑射，嘉靖时中武举，但仕途不得志，归。后专攻医学，尤精针术。在十六世纪中叶，高武铸铜人三座，男、妇、童子各一，这是历史上第一次由私人铸造铜人。

### 清朝
清乾隆年间，清高宗命令吴谦等九位医官著《医宗金鉴》，成书后，高宗赐给每位医官一座小型的针灸铜人，作为奖品，以示鼓励。这九座铜人只剩下一座，出土时候带有外部的包装壳，底座，盒内记有吴谦等人编写《医宗金鉴》的经过，并带有红色的乾隆印章，保存完好，陈列在上海中医药博物馆中，弥足珍贵，是镇馆之宝。更为特殊的是，这一小型针灸铜人不是常见的男子形象，而是一个怀孕妇女。这一裸体的女性铜人表明了清高宗对医学的重视。此铜人高46cm，宽22.8cm，厚16cm。铜人表面铸有经络和腧穴，但未铸经穴名称。
上海中医药博物馆收藏的这座针灸铜人历经沧桑。四十年代初，时任中华医学会医史博物馆馆长的王吉民与上海名医丁济民谈起，在北平古董铺曾见过清代针灸铜人，但苦于价格昂贵未能购得，丁济民先生当即表示愿筹资购买。于是王吉民便写信托北平的李友松医师去访购，终于用重金购得，并托朋友从北平带回上海。当时正值战乱，从北平回上海途中，一路过关越卡，多遇险情，意外费用，几乎超过铜人原价，这些费用也由丁济民先生负担。针灸铜人抵沪后，丁先生将它捐赠给当时的中华医学会医史博物馆。谈起这具铜人的经历和回归，他感叹道：“始于医官院，终于博物馆”。

### 當代
現代科技手段的發展，人們根據銅人的構造做成了更為先進的現代版「針灸銅人」。

### 現代
「銅人療法」係應用針灸針(或其它針)、磁錘或激光燈對人體針灸模型作物理或放射性刺激，從而令人體產生能量既反應。人既意念透過銅人公仔可以同病者既結滯點或區相連，並且連接集體潛 意識及超意識引入能量，以打開氣結阻塞，通達經絡，從而達到醫治病痛既效果。

## 成就
针灸铜人是中国针灸医学最早且最珍贵的教学模型。平时，其发挥着使穴位规范化的作用，教学时是学生学习针灸经络穴位的依据。有这样高端的教具，不仅极大方便了针灸教学，而且对统一穴位并促进针灸学术的发展起到了重要作用。